# Kad katan
Kad katan (hebräisch כַּד קָטָן) ist ein populäres israelisches Kinderlied von Aharon Ashman, das an Chanukka gesungen wird, einem acht Tage dauernden, jährlich gefeierten jüdischen Fest zum Gedenken an die Wiedereinweihung des zweiten Tempels in Jerusalem im Jahr 164 v. Chr. beziehungsweise im Jahr 3597 jüdischer Zeitrechnung.
| Transkription                  | deutsch                                    | hebräisch           |
| ------------------------------ | ------------------------------------------ | ------------------- |
| Kad katan, kad katan           | Ein kleiner Krug, ein kleiner Krug,        | כַּד קָטָן, כַּד קָטָן      |
| Sch'monah Jamim schamno natan. | Acht Tage lang gab er sein Öl              | שְׁמוֹנָה יָמִים שַׁמְנוֹ נָתַן |
| Kol ha'Am hitpalei,            | Das ganze Volk hat sich gefragt            | כָּל הָעָם הִתְפַּלֵּא,       |
| Mei'eilav hu mitmalei.         | Von wo aus wurd’ er nachgefüllt?           | מֵאֵלָיו הוּא מִתְמַלֵּא     |
|                                |                                            |                     |
| Kol ha'Am as hitkaneis         | Das ganze Volk hat sich versammelt         | כָּל הָעָם אָז הִתְכַּנֵּס     |
| Wehichris: ach, sehu ness!     | Und verkündet: ach, es ist ein Wunder!     | וְהִכְרִיז: אַךְ, זֶהוּ נֵס! |
| Ilulei kad seh nisch'ar        | Wär’ da nicht dieser Krug geblieben        | אִלּוּלֵא כַּד זֶה נִשְׁאַר    |
| Mikdascheinu lo hu'ar.         | Unser Tempel wäre nicht erleuchtet worden. | מִקְדָּשֵׁנוּ לֹא הוּאַר      |
|                                |                                            |                     |
| Kad katan…                     | Ein kleiner Krug…                          | כַּד קָטָן              |
|                                |                                            |                     |
| Bis'chutam schel hak'tanim     | Dank der kleinen Kinder,                   | בִּזְכוּתָם שֶׁל הַקְּטַנִּים    |
| Gam Banot wegam Banim,         | Sowohl Mädchen als auch Jungen,            | גַּם בָּנוֹת וְגַם בָּנִים    |
| Or jisrach mei'afeilah         | Wird Licht aus der Dunkelheit scheinen     | אוֹר יִזְרַח מֵאֲפֵלָה      |
| Wetawo hage'ulah.              | Und die Erlösung kommen.                   | וְתָבוֹא הַגְּאֻלָּה         |
|                                |                                            |                     |
| Kad katan…                     | Ein kleiner Krug…                          | כַּד קָטָן              |
|                                |                                            |                     |